# 打石湖 (香港)
打石湖村是位於香港新界元朗區八鄉的原居民村落，居民主要為張氏與宋氏之客家人。
宋張兩氏百多年前由嘉應五華遷來寶安，最先於南大刀屻向西山坡牛牯角立村搭茅寮而居（落擔者字派為「達」），後人丁繁衍，且山上耕地不足，宋張兩氏經商討後，遂決定沿擔水坑舉村遷到今晡日（客家話：今天）之打石湖新村，張氏更分支到八鄉河背附近的大窩、蓮花地；另外宋氏分支到位於蕉徑河谷附近現之蓮塘尾村定居，與同樣先祖兩百年前來自嘉應五華之長壢村（沙頭角凹下村分支）魏氏客家村民隔雙魚河為毗鄰相望。